# Gottfried Wilhelm Sacer
Gottfried Wilhelm Sacer (* 11. Juli 1635 in Naumburg (Saale); † 8. September 1699 in Wolfenbüttel) war ein deutscher Dichter, Satiriker, Poetiker und evangelischer Kirchenlieddichter.

## Leben
Aus einer alten thüringischen Familie stammend, wurde Sacer als Sohn eines Naumburger Bürgermeisters zunächst von Privatlehrern erzogen, besuchte später die heimatliche Stadtschule, um sich im Alter von vierzehn Jahren 1649 an der Landesschule Pforta zu immatrikulieren. 1654 übersiedelte er an die Universität Jena, wo er Rechtswissenschaft und Literatur belegte. 1657 akzeptierte er eine Stellung als Hofmeister in Berlin. Bereits zu diesem frühen Zeitpunkt unterhielt er erste Beziehungen zu Dichtern wie Paul Gerhardt, Georg Philipp Harsdörffer und Andreas Tscherning. Johann Rist nahm ihn unter dem Namen „Hierophilo“ in den Elbschwanenorden auf.
Im Jahre 1669 akzeptierte er eine Stelle als Advokat am Wolfenbütteler Hofgericht. Aus diesem Grunde sah er sich gezwungen, die unterbrochenen juristischen Studien erneut aufzunehmen und abzuschließen. Im September 1671 promovierte er in Kiel. Sein fester Wohnsitz wurde nunmehr Wolfenbüttel für den Rest seines Lebens, zuletzt noch als „Fürstlicher Kammerkonsulent“. Er wurde auf dem Kirchhof der dortigen Marienkirche beigesetzt.
Sacers satirische Schriften zur Sprache und Poetik sind durchaus amüsant und lesenswert, und sein Reime dich, oder ich fresse dich wird noch oft zitiert.

## Werke (Auswahl)
- Nützliche Erinnerungen wegen der deutschen Poeterey. Höpffner, Stettin 1661.
- Geistreiches Gesangbuch. Meder, Stralsund 1665. (Digitalisat in der Digitalen Bibliothek Mecklenburg-Vorpommern)
- Reime dich oder ich fresse dich. Das ist, deutlicher zu geben, Antipericatametanaparbeugedamphirribificationes Poeticae, oder Schellen- und Scheltenswürdige Thorheit Boeotischer Poeten in Deutschland, Hans Wursten, Zu sonderbahren Nutzen und Ehren, Zu keinem Nachtheil der Edlen Poesie, unsrer löblichen Muttersprache, oder einiges rechtschaffenen, gelehrten Poetens. Fuhrmann, Northausen (recte: Jena) 1673 (Digitalisat).
- (Übs.) Pierre Antoine Mascaron: Die letzten Worte des sterbenden Seneca. Leipzig 1666.
- Der unter der Masqve eines deutschen Poetens raisonnirende Robinson. Rohrlach, Leipzig 1724. (Digitalisat)

## Werk- und Literaturverzeichnis
- Gerhard Dünnhaupt: „Gottfried Wilhelm Sacer (1635–1699)“, in: Personalbibliographien zu den Drucken des Barock, Bd. 5. Stuttgart: Hiersemann 1991, S. 3517–26. ISBN 3-7772-9133-1